# William Bredberg
John William Josua Bredberg, född den 26 november 1896 i Norrköping, död den 3 januari 1973 i Lidingö församling, var en svensk teolog. 
William var son till möbelarkitekt Johannes Bredberg (1864-1956) och Augusta Svensson (1869-1938). Han avlade studentexamen 1915, teologie kandidatexamen 1921 och blev  teologie licentiat 1943. Han framlade en doktorsavhandling om P. P. Waldenström 1948 och promoverades till teologie doktor 1949. Bredberg var anställd som vikarierande lärare vid Osby samskola höstterminen 1921, vikarierande lärare vid Missionsskolan på Lidingö 1922–1925, ordinarie lärare där 1925–1949 och rektor 1949–1962. Han var redaktör av Tidskrift för predikanter 1941–1945 och ledamot av Frikyrkliga samarbetskommittén 1941–1954. William Bredberg är begravd på Lidingö kyrkogård.